# Čoltovo
Čoltovo (Hongaars: Csoltó) is een Slowaakse gemeente in de regio Košice, en maakt deel uit van het district Rožňava.
Čoltovo telt 483 inwoners.